# Interlaced scanning

Bij een interlaced videobeeld wordt niet het gehele beeld ineens opgebouwd

Interlaced scanning of interliniëring is een techniek om met een videocamera bewegende beelden op te nemen en/of op een beeldbuis weer te geven, waarbij de kwaliteit van het beeld wordt verbeterd zonder meer bandbreedte te hoeven gebruiken. De techniek is niet goed bruikbaar voor lcd-schermen. Ingenieur Randall C. Ballard, werkzaam bij RCA vond de techniek uit in 1932 en de eerste demonstratie was in 1934. De techniek was nodig geworden omdat beeldbuizen helderder waren geworden en daardoor het flikkereffect van het tegengestelde progressive scan was toegenomen.
Bij interlaced scanning wordt het videobeeld opgedeeld in twee fields. Het ene bestaat uit alle even lijnen (even scanlines), het andere uit alle oneven lijnen (odd scanlines). Om en om worden beide fields ververst.
Zowel bij het Amerikaanse als het Europese systeem wordt interliniëring toegepast. Bij het Europese systeem wordt 50 keer per seconde (50 Hz) een field ververst, je hebt dus 25 keer per seconde een volledig nieuw beeld, ook wel frame genoemd. Bij het Amerikaanse systeem is de verversingssnelheid 60 Hz (dus 30 maal per seconde een volledig beeld). Deze relatief lage verversingsnelheid resulteert in een onrustig, soms knipperend beeld. Bij het Amerikaanse systeem is de onrust wat minder dan bij het Europese, maar het laatste heeft weer een hogere verticale resolutie (meer beeldlijnen). 
De reden voor deze constructie is dat in de begintijden van de televisie de elektronica simpelweg niet snel genoeg was om 50 maal per seconde een volledig beeld te verwerken. Met interlacing (of interliniëring) wordt de hoeveelheid beeldinformatie gehalveerd.
Sommige televisies onthouden een half frame om het vervolgens, samen met het volgende halve frame als geheel op het scherm te tekenen. In dat geval komt er nog steeds 25 maal per seconde een geheel nieuw frame bij de televisie binnen (het normale signaal) maar wordt het geknipper tegengegaan door de twee frames samen te stellen en als geheel frame in één keer te tekenen. 
Wanneer het gehele beeld in één keer getekend wordt dan spreken we van progressive scanning. Het beeld is dan rustiger en minder vermoeiend om naar te kijken.
Moderne televisies zoals lcd, plasmascherm of RPTV (Rear Projection TV) zijn per definitie progressive en hebben elektronica aan boord om de frames samen te voegen. Een gevolg van het samenvoegen van twee interlaced frames kan zijn dat er een zogenoemd 'kameffect' ontstaat. Dit komt doordat er bij een bewegend beeld verschillen zijn tussen de twee frames. Er worden dan twee frames samengevoegd die in tijd 1/50 van een seconde verschillen. Dit resulteert in twee verschillende momentopnames in één beeld. Hiervoor moet de televisie compenseren. Deinterlacing noemt men dit.